# Cryptocarya pergamentacea
Cryptocarya pergamentacea är en lagerväxtart som beskrevs av C. K. Allen. Cryptocarya pergamentacea ingår i släktet Cryptocarya och familjen lagerväxter. Inga underarter finns listade i Catalogue of Life.